# Javier Marías

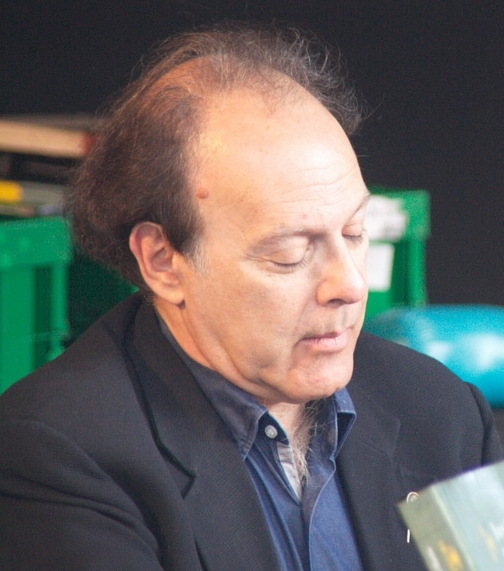
Javier Marías

Javier Marías Franco [xaˈβjeɾ maˈɾi.as] (* 20. September 1951 in Madrid; † 11. September 2022 ebenda) war ein spanischer Schriftsteller, Kolumnist und Übersetzer. Zu seinen Werken gehören die Romane El hombre sentimental (1982, deutsch: Der Gefühlsmensch), Todas las almas (1986, deutsch: Alle Seelen) und Corazón tan blanco (1992, deutsch: Mein Herz so weiß), der ein internationaler Erfolg wurde.

## Leben
Javier Marías Franco wurde 1951 als viertes von fünf Kindern in Madrid geboren. Seine Mutter war die Lehrerin Dolores Franco Manera, sein Vater der Philosoph Julián Marías Aguilera. Der Vater bekannte sich zur Spanischen Republik und wurde deshalb vom Franco-Regime verfolgt, zeitweilig inhaftiert und mit einem Berufsverbot belegt.
Javier Marías wuchs zeitweise in den USA auf. Sein Vater lehrte an verschiedenen Universitäten, darunter in Yale und am Wellesley College. Die Familie lebte dort zeitweilig im Haus des spanischen Schriftstellers Jorge Guillén, wo sie auch Bekanntschaft mit dem Schriftsteller und Schmetterlingsforscher Vladimir Nabokov machte, der ebenfalls dort zu Gast war. 1959 kehrten die Eltern nach Madrid zurück. Javier Marías besuchte in der Folgezeit die liberale Schule Colegio Estudio.
Von 1968 bis 1973 studierte Marías Literaturwissenschaft und Philosophie an der Universität Complutense Madrid. Während seines Studiums war er zeitweise Mitglied einer linksradikalen Gruppierung, die sich Comités de Acción Revolucionaria (Komitee der Revolutionären Aktion) nannte und dem Partido Comunista Internacional angehörte. In den letzten Jahrzehnten engagierte er sich im Parlamento Internacional de Escritores für in Not geratene Intellektuelle und Schriftstellerkollegen, beispielsweise während der Balkankriege und des Tschetschenienkriegs.
Sein erstes Geld verdiente er mit Übersetzungen und Kurzauftritten in Filmen seines Onkels, des Regisseurs Jesús Franco. Ab 1974 lebte er in Barcelona und arbeitete für das Verlagshaus Alfaguara. 1978 zog er wieder nach Madrid. Er schrieb an eigenen Romanen und Erzählungen, übersetzte Literatur, vor allem aus dem Englischen, und veröffentlichte Artikel in Zeitungen und Zeitschriften. Für Marías war Shakespeare lebenslang ein Vorbild, und in sieben seiner insgesamt vierzehn Romane finden sich Zitate aus Shakespeare im Titel. Für die Übersetzung des Tristram Shandy von Laurence Sterne erhielt er 1979 den Preis Premio Nacional de Traducción. 1983 ging Marías nach Oxford, wo er Spanische Literatur und Übersetzung unterrichtete. Im Jahr darauf lehrte er, wie bereits sein Vater, am Wellesley College in Boston. 1986 lebte und arbeitete er in Venedig. 1987 zog er zurück nach Madrid und unterrichtete an der Universität Complutense Madrid.
Marías war Anhänger des Fußballvereins Real Madrid und „König“ der unbewohnten Karibikinsel Redonda.
Er starb im September 2022 neun Tage vor Vollendung seines 71. Lebensjahres an einer durch eine SARS-CoV-2-Infektion verursachten Lungenentzündung.

## Werke
Mit elf Jahren begann Marías Geschichten zu schreiben. Im Alter von 15 Jahren stellte er seinen ersten Roman La víspera fertig, der nie veröffentlicht wurde.
1968 druckte die Zeitung El Noticiero Universal seine erste Kurzgeschichte La vida y la muerte de Marcelino Iturriago.
Im Sommer 1969 schrieb er in Paris seinen zweiten Roman Los dominios del lobo, der 1971 veröffentlicht wurde. Im nächsten Jahr lernte er den Schriftsteller Juan Benet kennen und schloss sich dessen Autorenkreis an.
Mit dem Roman El hombre sentimental (1986 Der Gefühlsmensch) gewann er im Erscheinungsjahr des Werks den Preis Premio Herralde de Novela.
Der 1992 erschienene Roman Corazón tan blanco (Mein Herz so weiß) wurde in zahlreiche Sprachen übersetzt (deutsch 1996) und zu einem Welterfolg. In Deutschland erfuhr der Roman die Anerkennung von Marcel Reich-Ranicki in dessen Fernsehsendung Das Literarische Quartett. Sowohl für Mein Herz so weiß als auch für seinen nächsten Roman Mañana en la batalla piensa en mí (1994, Morgen in der Schlacht denk an mich) wurden ihm zahlreiche Preise zugesprochen. 1997 wurde Marías der Nelly-Sachs-Preis für sein Gesamtwerk verliehen.
Bis 2012 hatten seine Werke eine weltweite Gesamtauflage von über sechs Millionen verkaufter Exemplare erreicht. Sie wurden in 34 Sprachen übersetzt und in über 50 Ländern veröffentlicht.
Romane
- 1971: Los dominios de lobo
- 1973: Travesía del horizonte, dt. von Elke Wehr als Die Reise über den Horizont. Klett-Cotta, Stuttgart 2002, ISBN 3-608-93239-9.
- 1978: El monarca del tiempo
- 1983: El siglo
- 1986: El hombre sentimental, dt. von Elke Wehr als Der Gefühlsmensch. Piper Verlag, München 1992, ISBN 3-492-03388-1.
- 1989: Todas las almas, dt. von Elke Wehr als Alle Seelen oder Die Irren von Oxford oder Alle Seelen. Piper, München 1991, ISBN 3-492-03388-1.
- 1992: Corazón tan blanco, dt. von Elke Wehr als Mein Herz so weiß. Klett-Cotta Verlag, Stuttgart 1996, ISBN 3-608-93386-7. (Platz 1 der Spiegel-Bestsellerliste vom 26. August bis zum 1. September 1996)
- 1994: Mañana en la batalla piensa en mí, dt. von Carina von Enzenberg und Hartmut Zahn als Morgen in der Schlacht denk an mich. Klett-Cotta, Stuttgart 1998, ISBN 3-608-93688-2.
- 1998: Negra espalda del tiempo, dt. von Elke Wehr als Schwarzer Rücken der Zeit. Klett-Cotta, Stuttgart 2000, ISBN 3-608-93508-8.
- 2002–2007: Tu rostro mañana, dt. als Dein Gesicht morgen. Klett-Cotta Verlag, Stuttgart 2004/09 (3 Bände).
  - 2002: Fiebre y lanza, dt. von Elke Wehr als Fieber und Lanze. 2004, ISBN 3-608-93636-X.
  - 2004: Baile y sueño, dt. von Elke Wehr als Tanz und Traum. 2006, ISBN 3-608-93715-3.
  - 2007: Veneno y sombra y adiós, dt. von Elke Wehr und Luis Ruby als Gift und Schatten und Abschied. 2009, ISBN 3-608-93716-1.
- 2011: Los enamoramientos. Alfaguara, Madrid, ISBN 978-84-204-0713-5, dt. von Susanne Lange als Die sterblich Verliebten, S. Fischer, Frankfurt 2012, ISBN 978-3-10-047831-3.
- 2014: Así empieza lo malo. Alfaguara, Madrid, ISBN 978- , dt. von Susanne Lange als So fängt das Schlimme an, Fischer, Frankfurt 2015, ISBN 978-3-10-002429-9.
- 2017: Berta Isla. Alfaguara, Madrid, ISBN 978-84-204-2736-2, dt. von Susanne Lange als Berta Isla, S. Fischer, Frankfurt 2019, ISBN 978-3-10-397396-9
- 2021: Tomás Nevinson. Alfaguara, Madrid, ISBN 978-84-204-5459-7, dt. von Susanne Lange als Tomás Nevinson, S. Fischer, Frankfurt 2022, ISBN 978-3-10-397132-3

Erzählungen
- 1990: Mientras ellas duermen, dt. als Während die Frauen schlafen. Wagenbach, Berlin 1999, ISBN 3-8031-1183-8 (falsche ISBNs).
- 1996: Cuando fui mortal, dt. als Als ich sterblich war. Klett-Cotta, Stuttgart 1999, ISBN 3-608-93319-0.
- 1998: Mala índole
- 2000: Alle unsere frühen Schlachten. Fußball-Stücke. (Hrsg. von Paul Ingendaay). Klett-Cotta, Stuttgart 2000, ISBN 3-608-93554-1
- 2016: Keine Liebe mehr. Akzeptierte und akzeptable Erzählungen. S. Fischer, Frankfurt am Main 2016, ISBN 978-3-10-002444-2.

Künstlerporträts
- 1992: Vidas escritas (erweitert 2000), dt. als Geschriebenes Leben. (Ironische Halbporträts) Klett-Cotta, Stuttgart 2001, ISBN 3-608-93555-X.

Essays
- 1991: Pasiones pasadas
- 1993: Literatura y fantasma (erweitert 2001)
- 1995: Vida del fantasma (erweitert 2001), dt. als Das Leben der Gespenster. Wagenbach, Berlin 2001, ISBN 3-8031-1195-1.
- 2000: Salvajes y sentimentales (erweitert 2010)
- 2005: Donde todo ha sucecido.
- 2008: Aquella mitad de mi tiempo: al mirar atrás.
- 2010: Los villanos de la nación. Letras de política y sociedad.

Aufzeichnungen
- 2016: El Quijote de Wellesley. Alfaguara, Madrid 2016.[7]

Kinderbücher

2011: Ven a buscarme.

## Auszeichnungen
- 1997: International IMPAC Dublin Literary Award für Mein Herz so weiß
- 2011: Österreichischer Staatspreis für Europäische Literatur
- 2012: Nationaler Literaturpreis der spanischen Regierung für seinen Roman Die sterblich Verliebten (Preis abgelehnt)[8]
- 2022: Premio Gregor von Rezzori – Bestes ausländisches Werk: Tomás Nevinson